# Frederik Christian Funck
Frederik Christian Funck, född 30 augusti 1783 i Köpenhamn, död där 2 december 1866, var en dansk cellist. Han var bror till Peter Ferdinand Funck.
Funck anställdes vid 16 års ålder i Det Kongelige Kapel och utvecklade sig efterhand till en betydande konstnär på sitt instrument. År 1815 företog han en konsertresa till Ryssland, Finland och Stockholm och vann här så högt erkännande, att han 1822 fick kungligt stipendium på två år, besökte de förnämsta musikstäderna, Berlin, Leipzig, Dresden, Wien och slutligen Paris, där han framträdde som konsertmusiker med stor framgång. Louis Spohr räknade honom en av dåtidens främsta cellovirtuoser. I Danmark var han tillika verksam som musikpedagog. Han tog avsked från Det Kongelige Kapel först 1857 och var således medlem där i inte mindre än 58 år. 